# Na ostatnią chwilę
Na ostatnią chwilę – singel polskiego zespołu muzycznego PRO8L3M z ich pierwszego remix albumu, zatytułowanego Art Brut 1 Remixed, powstały przy gościnnym udziale polskiej piosenkarki Darii Zawiałow. Singel został wydany 4 grudnia 2024.
Nagranie otrzymało w Polsce status złotego singla, przekraczając liczbę 25 tysięcy sprzedanych kopii.

## Geneza utworu i historia wydania
Utwór napisali i skomponowali Oskar Tuszyński, Piotr Szulc i Daria Zawiałow.
Singel ukazał się w formacie digital download 4 grudnia 2024 w Polsce za pośrednictwem wytwórni płytowej 2020 w dystrybucji Universal Music Polska. Piosenka została umieszczona na pierwszym remix albumie zespołu muzycznego – Art Brut 1 Remixed.

## Teledysk
Do utworu powstał teledysk w reżyserii Jakuba Bujasa, który udostępniono 5 grudnia 2024 za pośrednictwem serwisu YouTube.

## Lista utworów
- Digital download[2]

1. „Na ostatnią chwilę” – 2:46

## Notowania

### Pozycje na listach sprzedaży
| Kraj   | Lista (2024)             | Najwyższa pozycja |
| ------ | ------------------------ | ----------------- |
| Polska | Billboard Poland Songs   | 3                 |
| Polska | OLiS – single w streamie | 3                 |

## Certyfikaty
| Kraj          | Certyfikat  | Sprzedaż |
| ------------- | ----------- | -------- |
| Polska (ZPAV) | złota płyta | 25 000+  |